# Dietes

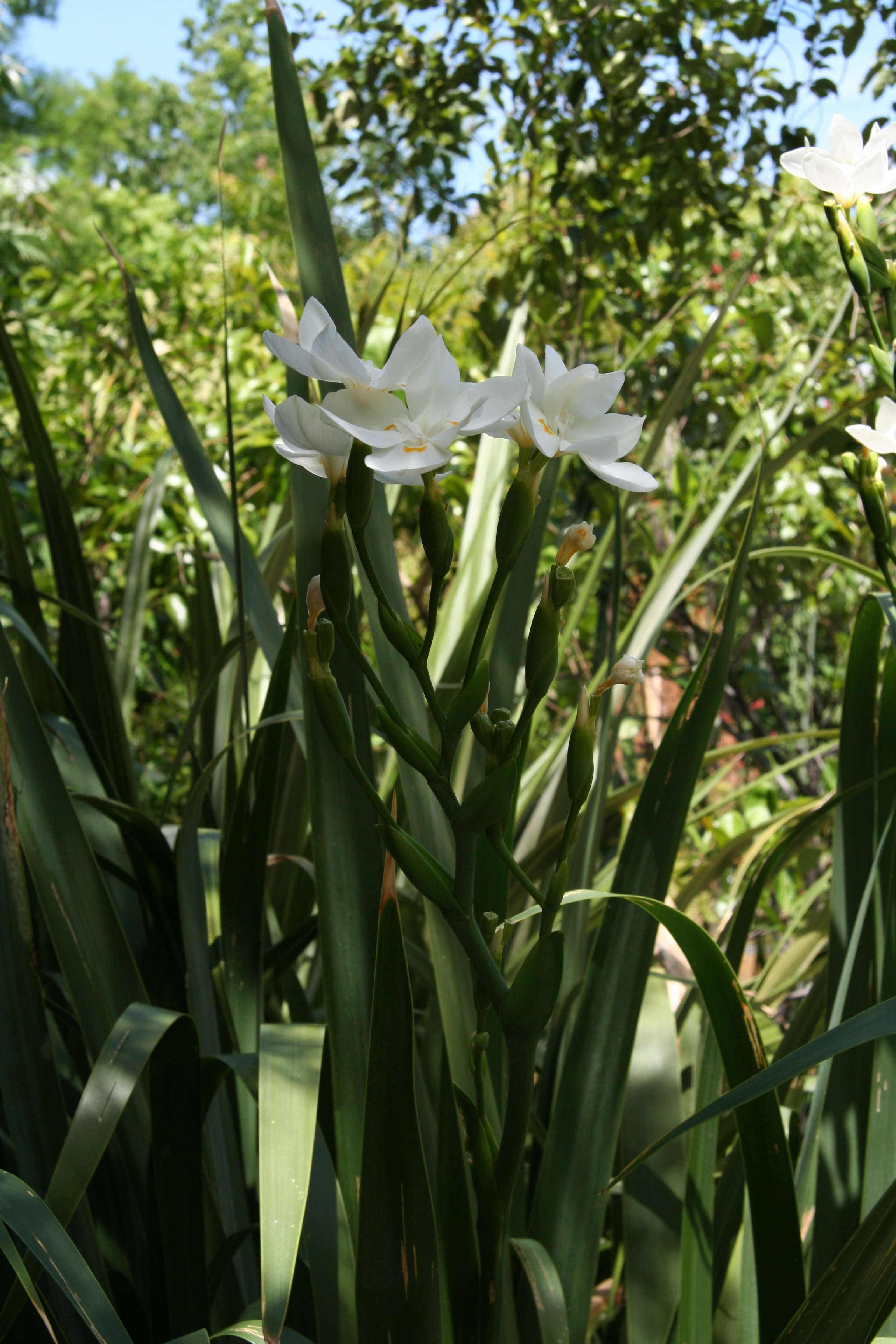
Dietes robinsoniana

Dietes – rodzaj roślin należący do rodziny kosaćcowatych (Iridaceae). Obejmuje 6 gatunków. Pięć z tych gatunków występuje w południowej i wschodniej Afryce, a jeden (Dietes robinsoniana) jest endemitem australijskiej wyspy Lord Howe. Rośliny te uprawiane są jako ozdobne. Niektóre dziczeją i stają się roślinami inwazyjnymi, np. Dietes iridioides w południowej Australii. Rośliny z grubymi, pełzającymi kłączami. Liście mieczowate, dwurzędowe. Kwiaty zebrane są w szczytowy kwiatostan typu dwurzędka. Promieniste, podobne do kwiatów kosaćca, białe z żółtymi plamkami naprowadzającymi zapylaczy do miodników. Słupek na szczycie rozdzielony na trzy płatkowate części, a te z kolei rozdzielone są na końcach na dwie łatki. Owocem jest torebka.

## Systematyka
Rodzaj z plemienia Irideae, z podrodziny Iridoideae z rodziny kosaćcowatych (Iridaceae).
Wykaz gatunków
- Dietes bicolor (Steud.) Sweet ex Klatt
- Dietes butcheriana Gerstner
- Dietes flavida Oberm.
- Dietes grandiflora N.E.Br.
- Dietes iridioides (L.) Sweet ex Klatt
- Dietes robinsoniana (F.Muell.) Klatt